# Royal Air Maroc Express
Royal Air Maroc Express (IATA:No, OACI: RAM) es una aerolínea de bajo costo con base en Casablanca, Marruecos. Es una subsidiaria de Royal Air Maroc y opera servicios regulares a destinos marroquí y europeos. Su base principal es el Aeropuerto Internacional Casablanca (CMN), en la ciudad de Casablanca.

## Destinos
- Marruecos: Agadir, Dajla, Casablanca, Esauira, Errachidía, Fez, El Aaiún, Marrakech, Nador, Uarzazat, Ouchda, Tan-Tan, Tánger, Tetuán
- España : Madrid, Málaga, Valencia, Las Palmas de Gran Canaria, Tenerife Norte
- Portugal: Lisboa, Oporto
- Reino Unido: Gibraltar

## La Flota
La flota de RAM está conformada por las siguientes aeronaves (a abril de 2015):